# Vaugirard-Grenelle sportif
Vaugirard-Grenelle sportif est un club omnisports français des quartiers de Vaugirard et de Grenelle.

## Histoire
Le club est fondé en octobre 1920, avec une section de boxe, une section billard, une section de football association, une section athlétisme. La section d'escrime est formé, en 1921 , sous les auspices de M. Steiner, la section de skating en 1922, la section cyclisme en 1923. La section cycliste prépare les jeunes pour le Premier pas Dunlop et la Course de la Médaille.
Il adhère à la fédération sportive Paris-Sportif, groupement de sport amateur qui a pour but de réunir des jeunes gens afin de leur inculquer l'esprit sportif et qui réunit quelques-unes des plus actives sociétés parisiennes.
En 1933, la section cyclisme décide de se consacrer uniquement à la piste.

## Présidents
- 1921 : Julien Commaille, secrétaire général[11]
- 1923 :  Président : M. Georges Boucheron ; vice-présidents : MM. Eugène Lemesle et Fernand Lasne[note 2] ; secrétaire général : M. Louis Morgant[12].
- 1929 : Président, M. Maugey[13].
- 1933 : Président, M. Leconte, vice-président Louis Perrin, Roger Tanguy, secrétaire général, Ragaine, trésorier[note 3],[8]
- 1936 : Président, Oorgeron

## Cyclisme

### Coureurs ayant couru sous les couleurs de VGS
- Cerutti[14],[15]
- Louis Chaillot[8],[16],[10]
- Raymond Dugast, Paris-Gien-Nevers 1937[17]
- Roger Guyou[18],[19],[20]
- Jean Maréchal[8],[21],[22]Champion de France amateurs 1928[23]
- Maurice Perrin[8],[16],[10], Grande Finale de la Médaille 1930[24]
- Lucien Perrin[25],[10]
- Rallier, Grande Finale de la Médaille 1934[26]
- Roger Randon[27]
- Achille Samyn

### Palmarès
- Challenge national de vitesse (Chaillot, Perrin, Ribeyre) (1935)[16],[28]
- Coupe Burnier 1936

### Courses organisées
- Circuit de Dampierre 1923[29]
- Prix Lotus
- Prix Louis Perrin